# Temurah
Temurah es uno de los tres métodos utilizados por los antiguos cabalistas para reorganizar palabras y frases sagradas, con la creencia de que con este método se puede derivar el sustrato esotérico y el significado espiritual más profundo de las palabras. Los otros dos métodos son la gematría y el notaricón. La Temurah se puede utilizar para crear un nuevo significado a las declaraciones bíblicas, cambiando las letras de ciertas palabras. El alfabeto hebreo es un Abyad o alfabeto consonántico, por lo que la mayor parte de las palabras en otros idiomas, se transformarán en una serie de letras sin sentido si se aplican estas técnicas, por lo que son más factibles en hebreo.
Hay tres formas simples de Temurah:
- Atbash: Sustitución de la primera letra con la última letra del alfabeto hebreo, la segunda con la penúltima, y así sucesivamente.

a = z, b = y, c = x, etc.
- Avgad: Sustitución de cada letra con la letra precedente.

a = b, b = c, c = d, etc.
- Albam: Sustitución de la primera letra del alfabeto con el duodécimo, el segundo con el decimotercero, y así sucesivamente.

a = l, b = m, c = n, etc.